# Double Dutchess
Double Dutchess là album phòng thu sắp được ra mắt của nữ ca sĩ người Mỹ Fergie. Album lần đầu được phát hành với Dutchess Music của Fergie, một đối tác của BMG Rights Management, và là lần đầu tiên kể từ khi ra mắt album đầu tiên, The Dutchess (2006). Đợt quảng bá cho album đã bắt đầu với phát hành đĩa đơn đầu tiên của album là "L.A. Love (La La)" vào tháng 9 năm 2014, vài ngày sau đó, đĩa đơn tiếp theo "M.I.L.F. $" ra mắt vào tháng 7 năm 2016 và "Life Goes On" ra mắt vào tháng 11 cùng năm.
Double Dutchess sẽ được phát hành vào 25 tháng 8, 2017, và đã chính thức xác nhận. Album con có sự hợp tác với YG, Nicki Minaj, Rick Ross, và Axl Jack con trai của Fergie.

## Bối cảnh
Album đĩa đơn đầu tay The Dutchess của Fergie đã được phát hành vào tháng 9 năm 2006 xếp vị trí thứ 2 trên bảng xếp hạng Billboard 200, và bán ra hơn 6 triêu bản tính đến tháng 5 năm 2009. Vào tháng 4 năm 2010, cô tham gia vào ca khúc "Gettin' Over You" với David Guetta, Chris Willis và LMFAO, giành vị trí thứ 31 trên Billboard Hot 100.

## Đĩa đơn
Đĩa đơn thứ tư của album, "You Already Know", với Nicki Minaj, được phát hành vào 25 tháng 8, 2017. Nó sẽ được phát sóng chính thức trên Mainstream và Rhythmic radio vào 12 tháng 9, 2017.

## Danh sách bài hát
Danh sách bài hát tham khảo từ Rap-Up.
| STT | Nhan đề                                    | Sáng tác                                                                 | Nhà sản xuất             | Thời lượng |
| --- | ------------------------------------------ | ------------------------------------------------------------------------ | ------------------------ | ---------- |
| 1.  | "Hungry" (featuring Rick Ross)             | Fergie Duhamel Lisa Gerrard Brendan Perry [ 10 ]                         | Yonni JP Did This [ 10 ] | 3:23       |
| 2.  | "Like It Ain't Nuttin"                     |                                                                          |                          | 3:50       |
| 3.  | "You Already Know" (featuring Nicki Minaj) |                                                                          |                          | 4:08       |
| 4.  | "Just Like You"                            | Steven Franks [ 11 ]                                                     |                          |            |
| 5.  | "A Little Work"                            | Duhamel Lukasz Gottwald Theron Thomas Timothy Thomas Henry Walter [ 12 ] |                          | 4:10       |
| 6.  | "Life Goes On"                             | Duhamel Toby Gad Keith Harris George Pajon Tristan Prettyman [ 13 ]      | Gad Harris [ 14 ]        | 3:50       |
| 7.  | "M.I.L.F. $"                               | Duhamel Jamal Jones Jocelyn Donald Jonathan Myvett [ 15 ]                | Polow da Don AnonXmous   | 2:42       |
| 8.  | "Save It Til Morning"                      |                                                                          |                          | 4:11       |
| 9.  | "Enchanté (Carine)" (featuring Axl Jack)   | Duhamel Tal Meltzer Robert Patterson David Riff [ 16 ]                   |                          | 4:26       |
| 10. | "Tension"                                  | Duhamel Diana Gordon Alessandro Lindblad Justin Tranter [ 17 ]           |                          | 3:05       |
| 11. | "L.A. Love (La La)" (featuring YG)         | Duhamel Dijon McFarlane Royce Thomas Theron Thomas Shomari Wilson [ 18 ] | DJ Mustard               | 3:31       |
| 12. | "Love Is Blind"                            | Duhamel Philip Constable Alvin Ranglin [ 19 ]                            |                          | 4:12       |
| 13. | "Love Is Pain"                             |                                                                          |                          | 4:58       |

| Target edition | Target edition | Target edition |
| STT            | Nhan đề        | Thời lượng     |
| -------------- | -------------- | -------------- |
| 14.            | "Diddy Zone"   |                |
| 15.            | "Kleopatra"    |                |

| Deluxe Visual Experience edition | Deluxe Visual Experience edition | Deluxe Visual Experience edition |
| STT                              | Nhan đề                          | Thời lượng                       |
| -------------------------------- | -------------------------------- | -------------------------------- |
| 14.                              | "Double Dutchess"                |                                  |